# تاکویا تاکاهاشی
تاکویا تاکاهاشی (انگلیسی: Takuya Takahashi؛ زادهٔ ۳۰ ژوئن ۱۹۸۹) بازیکن فوتبال اهل ژاپن است.
از باشگاه‌هایی که در آن بازی کرده‌است می‌توان به باشگاه فوتبال یوکوهاما مارینوس اشاره کرد.